# Портлендская опера
Портлендская опера — оперный театр в городе Портленд (штат Орегон, США), основанный в 1964 году дирижёром Генри Холтом.
Здание театра вмещает в себя три тысячи зрителей.
Театр открыт восемь месяцев в году, с сентября по май, и показывает пять спектаклей в сезон. Постановки субсидируются богатыми фирмами, частными лицами. С мая по июль театр дает бесплатные спектакли в парках и школах Портленда, собирающие большое количество зрителей.
Оркестр и хор театра работают на постоянной основе, солисты и дирижёры приглашаются по контракту на сезон или же на определенные спектакли.
Основу репертуара составляет мировая классика, в том числе и русских композиторов. Оперы традиционно исполняются на языке оригинала.